# 王奉孝
王奉孝（？—583年？），河南郡洛阳人。祖父凤州刺史王显，父亲王谊。
北周大象二年（580年），杨坚为丞相时，司马消难和尉迟迥起兵反对杨坚。杨坚以王谊为行军元帅讨击司马消难，平定后，杨坚拜王谊为大司徒，以第五女杨阿五嫁给王奉孝，杨阿五时年八岁。杨坚建立隋朝，杨阿五封兰陵公主。隋文帝开皇三年（583年）五月，王奉孝去世。第二年，王谊上表，称公主年少，请除丧服。御史大夫杨素弹劾王谊，说王谊薄俗伤教，为父则不慈；轻礼易丧，致妇于无义。隋文帝没有追究。后来，王谊心怀不满，与上柱国元谐言语对皇帝不满。开皇五年（585年），隋文帝将王谊赐死家中，兰陵公主改嫁柳述。